# SAGE (Soviet-American Gallium Experiment)
SAGE, acronimo di Soviet-American Gallium Experiment, o anche Russian-American Gallium Experiment, è stato un esperimento fisico per la misura del flusso dei neutrini solari a cui partecipavano scienziati russi e americani.

## Esperimento
L'esperimento SAGE misurava il flusso dei neutrini solari attraverso un metodo radio-chimico, basato sul decadimento beta inverso, {\displaystyle {}^{71}{Ga}\left({v}_{e},e^{-}\right){}^{71}{Ge}}. Il bersaglio per la reazione era del gallio liquido che si trovava in profondità sotto le montagne del Caucaso al Baksan Neutrino Observatory in Russia. Mediamente ogni mese si estraeva un atomo di Germanio prodotto dalla reazione con i neutrini dal Ga. Il {\displaystyle {}^{71}{Ge}} è instabile attraverso la cattura elettronica ({\displaystyle t_{1/2}=11.43} days) e quindi la quantità di Ge era determinata dalla sua attività e misurata attraverso piccoli contatori proporzionali. L'esperimento misurò il flusso di neutrini solari in 31 estrazioni tra il gennaio 1990 e l'ottobre 1993. Il flusso misurato era pari al 56%-60% di quello predetto dal Modello Solare Standard.
SAGE usò {\displaystyle {518}-{kCi}} {\displaystyle {}^{51}{Cr}} come sorgente di neutrini per testare l'esperimento. L'energia di questi neutrini è simile a quelli solari del {\displaystyle {}^{7}{Be}}.